# Il complesso del trapianto
Il complesso del trapianto (Percy) è un film del 1971 diretto da Ralph Thomas.
È un film commedia britannico con Hywel Bennett, Denholm Elliott e Elke Sommer. È basato sul romanzo Percy di Raymond Hitchcock. È incentrato su un uomo a cui viene trapiantato il pene (da lui soprannominato Percy) che va alla ricerca di informazioni sul donatore e incorre in diverse grottesche situazioni a sfondo sessuale.

## Produzione
Il film, diretto da Ralph Thomas su una sceneggiatura di Hugh Leonard, Terence Feely e Michael Palin con il soggetto di Raymond Hitchcock (autore del romanzo), fu prodotto da Betty E. Box per la Anglo-EMI e la Welbeck Films e girato negli Elstree Studios a Borehamwood e a Londra, in Inghilterra.

## Distribuzione
Il film fu distribuito nel Regno Unito dal 18 febbraio 1971 al cinema dalla Metro-Goldwyn-Mayer e per l'home video dalla Warner Home Video nel 1990 con il titolo Percy. È stato poi pubblicato in DVD dalla Anchor Bay Entertainment nel 2003.
Alcune delle uscite internazionali sono state:
- negli Stati Uniti il 3 marzo 1971
- in Danimarca il 25 agosto 1971 (Percy - han mistede noget vitalt)
- in Finlandia il 19 novembre 1971 (Percy - rakas leikkikalu)
- in Germania Ovest il 7 luglio 1972 (Percy - Der Spatz in der Hand)
- in Svezia il 4 dicembre 1972 (Percy - filuren)
- in Turchia (Ben bir erkegim)
- in Francia (Mon petit oiseau s'appelle Percy, il va très bien merci)
- in Grecia (Percy)
- in Italia (Il complesso del trapianto)

## Colonna sonora
Della colonna sonora del film si occuparono i Kinks, celebre gruppo rock britannico. L'album venne pubblicato nel marzo 1971 dalla Pye Records.

## Critica
Secondo il Morandini il film è una "dozzinale farsa un po' sporcacciona, in bilico tra il goliardico e il pecoreccio" in cui molte situazioni "girano a vuoto".

## Sequel
Il complesso del trapianto ha avuto un seguito: Ma il tuo funziona... o no? (Percy's Progress) del 1974.